# 巴斯科内斯德奥赫达
巴斯科内斯德奥赫达，是西班牙卡斯蒂利亚-莱昂帕伦西亚省的一个市镇。 总面积19平方公里，总人口197人（2001年），人口密度10人/平方公里。